# Kościół Zwiastowania Najświętszej Maryi Panny w Dobrzyniewie Kościelnym
Kościół pw. Zwiastowania Najświętszej Maryi Panny – rzymskokatolicki kościół parafialny należący do dekanatu Białystok-Bacieczki archidiecezji białostockiej.

## Historia
Jest to świątynia wzniesiona w latach 1905-1910 według projektu architekta Romualda Lenczewskiego. Kościół został zbudowany w stylu eklektycznym, posiada jedną wieżę i układ halowy. Budowla została poświęcona w dniu 29 września 1910 roku. Ze starej świątyni zostało przeniesionych pięć bocznych ołtarzy. W nowym kościele zostały zawieszone obrazy autorstwa malarzy z Wilna: Józefa Bałzukiewicza i Łucji Bałzukiewicz. 

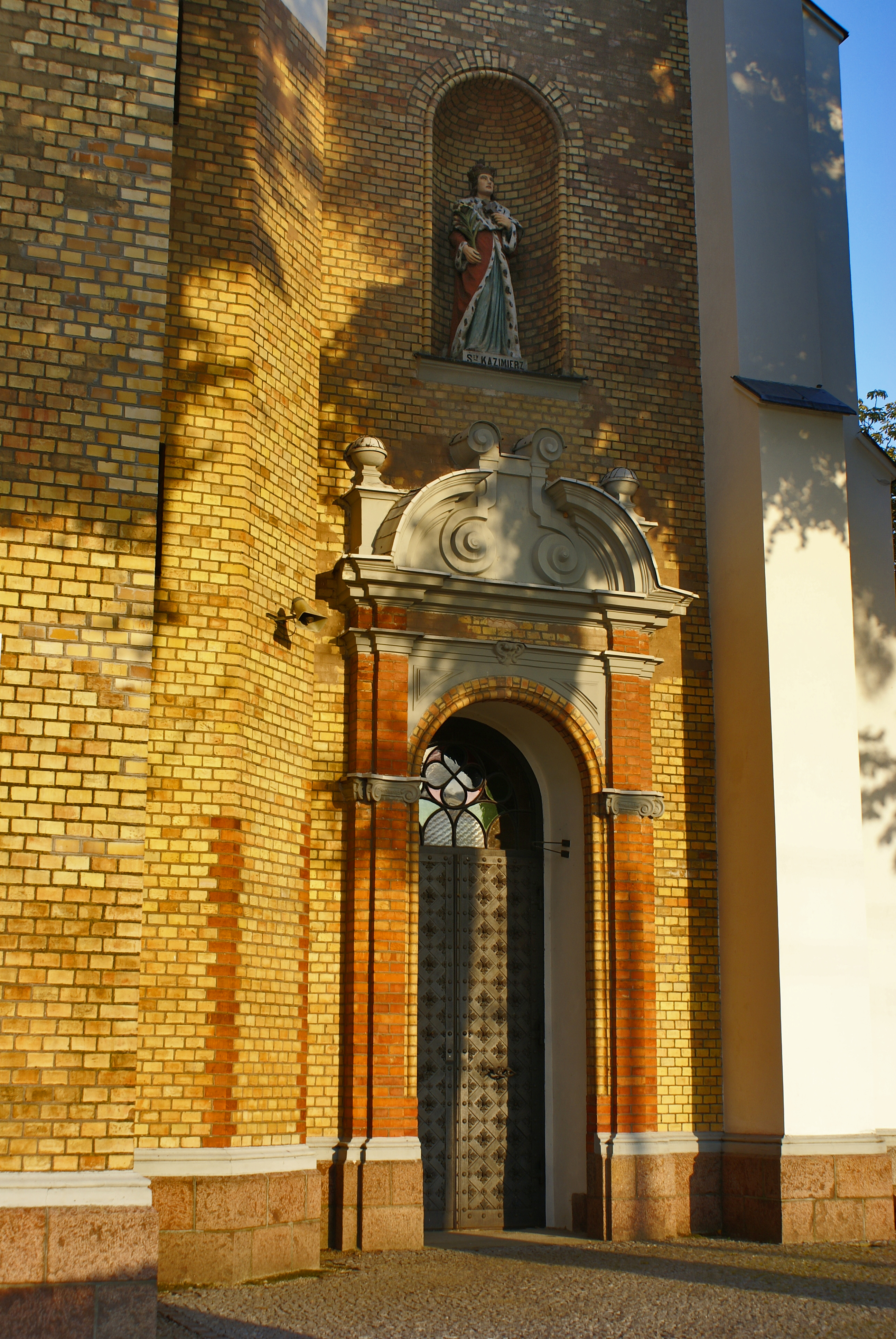
Figura św. Kazimierza króla nad wejściem bocznym

Budowla w 1947 roku została konsekrowana przez arcybiskupa wileńskiego Romualda Jałbrzykowskiego. W latach 60. XX wieku została wykonana polichromia, natomiast w latach 1984-1992, dzięki staraniom księdza proboszcza Józefa Zubowskiego, kościół przeszedł remont generalny pod nadzorem Wojewódzkiego Konserwatora Zabytków. W następnych latach zostały wykonane prace remontowe i konserwatorskie w samej świątyni i jego otoczeniu. Został odrestaurowany ołtarz główny, ołtarz boczny i organy, zostały zamontowane nowe ławki z drewna dębowego.